# Steffen Schroeder

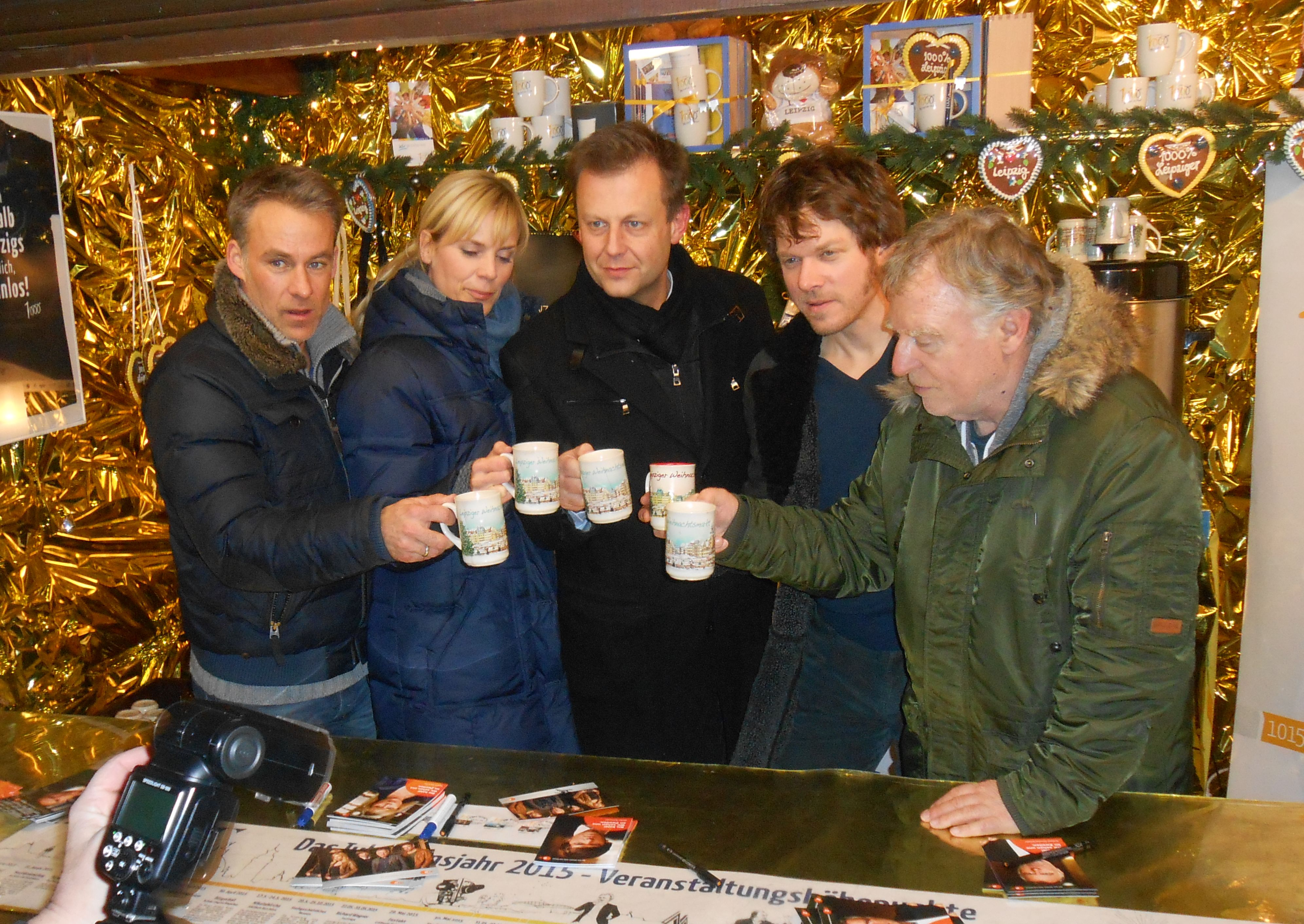
Steffen Schroeder (2. v.r. 2014)

Steffen Schroeder (* 16. April 1974 in München) ist ein deutscher Schauspieler und Schriftsteller.  

## Leben
Schroeder hatte 1994 seinen ersten Fernsehauftritt im Polizeiruf 110 Samstags, wenn Krieg ist. Von 1995 bis 1996 studierte er Schauspiel an der Folkwang Hochschule in Essen/Bochum. Parallel dazu spielte er erste Hauptrollen im Fernsehen in Ausgerastet (Regie: Hanno Brühl) und im Kinofilm Und keiner weint mir nach (Regie: Joseph Vilsmaier).
1996 gab er sein Theaterdebüt am Schauspielhaus Wien, 1997 wurde er festes Ensemblemitglied am Wiener Burgtheater. Hier gab er sein Debüt in der Rolle des Harold in Harold und Maude, das Stück wurde vier Spielzeiten gespielt. 1999 folgte er Intendant Claus Peymann an das Berliner Ensemble, dessen festes Ensemblemitglied er bis 2001 war. Seit 2001 spielte Schroeder als freischaffender Schauspieler in den Filmen Der rote Baron, Keinohrhasen, Fernsehspielen und Serien, sowie u. a. am Schauspiel Köln und am Berliner Ensemble. Seit 2012 gehört er in der ZDF-Krimiserie SOKO Leipzig als Kriminaloberkommissar Tom Kowalski zum festen Ermittlerteam. Im Mai 2020 gab Schroeder seinen Ausstieg aus der Serie bekannt. In Folge 5 der 22. Staffel (2021, „Kowalskis Entscheidung“) war er das letzte Mal als Tom Kowalski zu sehen. 
Er engagiert sich seit 2015 für den Weißen Ring als Botschafter, vornehmlich in der Öffentlichkeitsarbeit. Er trat als Redner auf dem deutschen Präventionstag auf, veranstaltete zahlreiche Lesungen zugunsten des Vereins und moderierte den vom Weißen Ring vergebenen Journalistenpreis 2019 in Hamburg. Mit einer Plakataktion unterstützt er die Hilfsorganisation für Opfer von Kriminalität und wirbt dafür, die Rechte und den Schutz von Opfern in Deutschland zu stärken.
Im Jahr 2017 wurde Schroeder für sein Engagement gegen Rechtsextremismus von der Organisation EXIT-Deutschland zum Botschafter ernannt.
2017 erschien sein erstes Buch Was alles in einem Menschen sein kann. Begegnung mit einem Mörder im Rowohlt Berlin Verlag. 2020 erschien sein Debütroman Mein Sommer mit Anja, ebenfalls im Rowohlt Berlin Verlag. 2022 folgte der Roman Planck oder Als das Licht seine Leichtigkeit verlor im Rowohlt Berlin Verlag. 
Im Mai 2020 wurde Steffen Schroeder vom brandenburgischen Landtag in den Medienrat des Landes Berlin-Brandenburg gewählt.
Schroeder lebt seit 2006 mit seiner Frau, der Schauspielerin Ute Springer, und seinen drei Söhnen in Potsdam.

## Auszeichnungen (Auswahl)
- 2020: Verdienstorden des Landes Brandenburg
- 2020: Arbeitsstipendium für Literatur des Landes Brandenburg[10]
- 2023: Aufenthaltsstipendium Schriftstellerhaus Stuttgart[11]
- 2023: Aufenthaltsstipendium Internationale Schreibresidenz Château de Lavigny der Fondation Heinrich Maria et Jane Ledig-Rowohlt[12]
- 2024/2025: Stipendium Else-Heiliger-Fonds der Konrad-Adenauer-Stiftung[13]

## Filmografie (Auswahl)
- 1994: Polizeiruf 110: Samstags, wenn Krieg ist (Fernsehreihe)
- 1996: Und keiner weint mir nach (Kino)
- 1996: SK-Babies (Fernsehserie, Folge Killerinstinkt)
- 1997: Alphateam – Die Lebensretter im OP (Fernsehserie, Folge Die Geliebte)
- 1997: Ausgerastet
- 1997: Es geschah am hellichten Tag
- 1997: Tatort: Bluthunde (Fernsehreihe)
- 1998–2008: Der Alte (Fernsehserie, verschiedene Rollen, 5 Folgen)
- 1999–2007: Siska (Fernsehserie, verschiedene Rollen, 5 Folgen)
- 2000: Für alle Fälle Stefanie (Fernsehserie, Folge Manche Wunden heilen nie)
- 2001: Bella Block: Bitterer Verdacht (Fernsehreihe)
- 2002: 666 – Traue keinem, mit dem du schläfst! (Kino)
- 2002: Der Morgen nach dem Tod
- 2002: Der Tod ist kein Beweis
- 2002: Die Dickköpfe
- 2002: Julia – Eine ungewöhnliche Frau (Fernsehserie, Folge Eine schwere Entscheidung)
- 2003: Das Wunder von Lengede
- 2003: Alarm für Cobra 11 – Die Autobahnpolizei (Fernsehserie, Folge Familienbande)
- 2003, 2008: SOKO Kitzbühel (Fernsehserie, verschiedene Rollen, 2 Folgen)
- 2004: Ein Mann zum Vernaschen
- 2004: SOKO Leipzig (Fernsehserie, Folge Herrenrunde)
- 2004: Anna und der Soldat (Kurzfilm)
- 2004: Der letzte Zeuge (Fernsehserie, Folge Brennende Gier)
- 2005: Kurfrieden (Kurzfilm)
- 2005: Der Elefant – Mord verjährt nie (Fernsehserie, Folge Außer Kontrolle)
- 2005: Die letzte Saison (Kurzfilm)
- 2005: Vier Frauen und ein Todesfall (Fernsehserie, Folge Drachentöter)
- 2005: Noch einmal lieben
- 2006: Emmas Glück (Kino)
- 2006: Tatort: Liebe macht blind
- 2006: Der Untergang der Pamir
- 2006: Unter kaiserlicher Flagge
- 2006: Die Rosenheim-Cops (Fernsehserie, Folge Das verschwundene Dorf)
- 2007: Keinohrhasen (Kino)
- 2007, 2011: SOKO Wismar (Fernsehserie, verschiedene Rollen, 2 Folgen)
- 2007: Tatort: Racheengel
- 2008: Der rote Baron
- 2008: Braams – Kein Mord ohne Leiche
- 2008: Liesl Karlstadt und Karl Valentin
- 2008, 2011: Der Kriminalist (Fernsehserie, verschiedene Rollen, 2 Folgen)
- 2008: 1:0 für das Glück
- 2008: Hong Kong (Kurzfilm)
- 2008: Dicke Liebe
- 2008: SOKO Leipzig (Fernsehserie, Folge Gier)
- 2008, 2016: In aller Freundschaft (Fernsehserie, verschiedene Rollen, 2 Folgen)
- 2009: Die Trickser
- 2009, 2011: Notruf Hafenkante (Fernsehserie, verschiedene Rollen, 2 Folgen)
- 2009: Schaumküsse
- 2009: SOKO Köln (Fernsehserie, Folge Ein klarer Fall)
- 2009: Dutschke
- 2010: Nanga Parbat
- 2010: Bambule (Kurzfilm)
- 2011: Countdown – Die Jagd beginnt (Fernsehserie, Folge Vergeltung)
- 2011: Großstadtrevier (Fernsehserie, Folge Der schönste Tag im Leben)
- 2011: Ein mörderisches Geschäft
- 2012–2021: SOKO Leipzig (Fernsehserie, über 150 Episoden)
- 2012: Die Nonne und der Kommissar – Verflucht (Fernsehreihe)
- 2012: Der Dicke/Die Kanzlei (Fernsehserie, Folge Wirre Zeiten)
- 2013: Tierärztin Dr. Mertens (Fernsehserie, 2 Folgen)
- 2016: In aller Freundschaft (Fernsehserie, Folge Im Dilemma)
- 2019: Der vierte Mann (Serien-Special von SOKO Donau mit SOKO Leipzig)
- 2020: Krauses Umzug (Fernsehreihe)
- 2020: Tonio & Julia: Dem Himmel so nah (Fernsehreihe)
- 2021: Krauses Zukunft
- 2021: Praxis mit Meerblick – Hart am Wind (Fernsehreihe)
- 2021: Nachtwald (Kino)
- 2021: Ein starkes Team: Die letzte Runde (Fernsehreihe)
- 2022: Jeanny – Das 5. Mädchen
- 2022: Praxis mit Meerblick – Mutter und Sohn
- 2024: Blutige Anfänger (Fernsehserie, Folge Tödliche Nachbarn)

## Theater (Auswahl)
- 1996: Schauspielhaus Wien: Dysmorphomanie (Regie: Christian Stückl)
- 1997: Schauspielhaus Wien: Der reizende Reigen... (Regie: Hans Gratzer)
- 1997: Burgtheater Wien: Harold und Maude (Regie: Klaus Weise)
- 1998: Burgtheater Wien: Publikumsbeschimpfung (Regie: Philip Tiedemann)
- 1999: Burgtheater Wien: Die Eingeborene (Regie: Achim Freyer)
- 1999: Burgtheater Wien: Die Fahrt im Einbaum (Regie: Claus Peymann)
- 1999: Berliner Ensemble: Der Ignorant und der Wahnsinnige (Regie: Philip Tiedemann)
- 2000: Berliner Ensemble: Tartuffe (Regie: Tamas Ascher)
- 2000: Berliner Ensemble: Marat (Regie: Philip Tiedemann)
- 2000: Berliner Ensemble: Hamlet (Regie: Achim Freyer)
- 2001: Berliner Ensemble: Bildbeschreibung (Regie: Philip Tiedemann)
- 2002: Schauspielhaus Düsseldorf: Tod eines Handlungsreisenden (Regie: Burkhard C. Kosminski)
- 2004: Schauspielhaus Düsseldorf: Wir schlafen nicht (Regie: Burkhard C. Kosminski)
- 2007: Berliner Ensemble: Trommeln in der Nacht (Regie: Philip Tiedemann)
- 2009: Schauspiel Köln: 60 Years (Regie: Guy Weizman & Rony Haver)
- 2011: Schloßparktheater Berlin: Besuch bei Mr. Green (Regie: Philip Tiedemann)

## Literarische Werke
- Was alles in einem Menschen sein kann. Begegnung mit einem Mörder. Rowohlt Berlin 2017, ISBN 978-3871340871.
- Mein Sommer mit Anja. Roman. Rowohlt Berlin 2020, ISBN 978-3-7371-0071-7.
- Am Ende der Dunkelheit. Kurzgeschichte. Literaturzeitschrift "die horen" (Band 282) 2021, ISBN 978-3-8353-3891-3.
- Planck oder Als das Licht seine Leichtigkeit verlor. Roman. Rowohlt Berlin 2022, ISBN 978-3-7371-0156-1.
- Der ewige Tanz. Roman. Rowohlt Berlin 2025, ISBN 978-3-7371-0204-9.